# Fokker D.XIII
Fokker D.XIII – holenderski samolot myśliwski zaprojektowany i zbudowany w wytwórni Fokker po zakończeniu I wojny światowej. Projekt był rozwinięciem udanej konstrukcji Fokker D.XI. Fokker D.XIII został pierwszym podstawowym samolotem szkolnym używanym w tajnej Szkole Pilotów Wojskowych w Lipiecku.

## Historia
Bazując na doświadczeniach z eksploatacji i użycia w trakcie I wojny światowej samolotów Fokker D.XI, pracujący dla Fokkera niemiecki inżynier Reinhold Platz zaprojektował nową konstrukcje oznaczoną jako Fokker D.XIII. Gotowy prototyp po raz pierwszy wzbił się w powietrze 12 września 1924 roku. Dysponując nowym, mocniejszym angielskim silnikiem Napier Lion XI, 16 lipca 1925 roku samolot ustanowił cztery międzynarodowe rekordy lotnicze w zakresie różnych prędkości lotu.
W styczniu 1923 rok Francja, wykorzystując fakt przerwania przez Niemcy spłat reparacji wojennych, zajęła niemieckie Zagłębie Ruhry. Licząc się z tym, iż Francja nie poprzestanie na zajęciu Zagłębia Ruhry a rozszerzy swoje działania na inne tereny Niemiec, Reichswehra postanowiła wzmocnić swój potencjał poprzez zakup samolotów bojowych. W owym okresie jedynym potencjalnym, neutralnym dostawcą tego typu maszyn mogła być Holandia i to właśnie tam zamówiono sto samolotów Fokker D.XIII. Zamówienie zostało zredukowane o połowę, gdy okazało się, że Francja nie podejmuje żadnych dalszych wrogich kroków wobec Niemiec, ograniczając się tylko do kontroli już zajętych obszarów. Problematyczne okazało się sprowadzenie zamówionych samolotów na terytorium Niemiec. Bez powodzenia podjęto próbę sprzedania zakupionych Fokkerów Argentynie. 
16 kwietnia 1922 roku Niemcy i Rosyjska Federacyjna Socjalistyczna Republika Radziecka we włoskim Rapallo podpisały porozumienie, w ramach którego zrzekały się wobec siebie roszczeń wynikających ze strat poniesionych podczas wojny, nawiązywały stosunki dyplomatyczne i gospodarcze. Wśród tajnych postanowień układu znalazł się między innymi zapis, na podstawie którego strona radziecka umożliwiła Niemcom zorganizowanie na terenie własnego kraju ośrodka lotniczego do szkolenia własnych kadr. W ten sposób w 1925 roku powołano do życia Szkołę Pilotów Wojskowych w Lipiecku. Na jej wyposażenie weszły Fokkery D.XIII. 50 zakupionych samolotów, drogą morską przez Leningrad, w czerwcu 1925 roku dotarło do Związku Radzieckiego. Po likwidacji ośrodka, w sierpniu 1933 roku, w użyciu pozostało 30 egzemplarzy, które przekazano radzieckim Wojskowym Siłom Powietrznym gdzie otrzymały oznaczenie I-39.

## Konstrukcja
Fokker D.XIII konstrukcyjnie został oparty na samolocie Fokker D.XI. Maszyna była półtorapłatem, pokryte w całości sklejką skrzydła połączono ze sobą zastrzałami w kształcie litery V bez naciągów. Kadłub tworzyła kratownica ze stalowych rur, pokryta płótnem. Podwozie stałe, płozą ogonową. Napęd samolotu stanowił pojedynczy dwunastocylindrowy silnik Napier Lion XI o mocy maksymalnej 580 KM i nominalnej 450 KM z dwułopatowym śmigłem. Maszyna uzbrojona była w dwa zsynchronizowane karabiny maszynowe MG 08/15 kalibru 7,92 mm, strzelające przez krąg śmigła.